# Tóth Elek
Tóth Elek (Cegléd, 1873. szeptember 27. – Kolozsvár, 1944. január 1.) színész, rendező, a Kolozsvári Nemzeti Színház örökös tagja.

## Életpályája
Szülei Tóth Elek cipészmester és Benke Zsuzsanna. Középiskoláit a kecskeméti református kollégiumban végezte. 1892-ben egyetemi hallgató és a Színiakadémia növendéke volt. 1895-ben a Színiakadémia elvégzése után Leszkay András aradi társulatánál kezdte pályáját. 1896–97-ben a szabadkai, 1897–99-ben a kecskeméti, 1899–1900-ban a debreceni, 1901–02-ben a kecskemét-erdélyi társulatnál játszott, 1902-től a nagyváradi színház drámai színésze és rendezője volt. 1927-ben a kolozsvári, majd kolozsvár-nagyváradi, később újra a kolozsvári színház színésze és rendezője, 1942-től örökös tagja volt. Kiváló jellemszínészként ismerték, egyaránt alakított népi figurákat, előkelő urakat és bölcs öregeket. Idős korában színészjelöltek nevelésével foglalkozott. 1898. december 19-én Kecskeméten feleségül vette Pogány Janka (Pokorny Johanna) színésznőt.

## Fontosabb színházi szerepei
- Petur, Tiborc (Katona József: Bánk bán)
- Má mandarin (Klabund: A krétakör)
- Üdő Márton (Nyirő József: Jézusfaragó ember)
- Prospero (Shakespeare: A vihar)
- Lala Kalil (Herczeg Ferenc: Bizánc)
- Clausen tanácsos (Hauptmann: Naplemente előtt)
- Márton gazda (Szigligeti Ede–Móricz Zsigmond: Csikós)